# Општина Сочитепек (Морелос)
Сочитепек (шп. Xochitepec) општина је у Мексику у савезној држави Морелос. Општина се налази на надморској висини од 1112 м.

## Становништво
Према подацима из 2010. у општини је живело 63382 становника.

### Хронологија
| Година       | 2000                  | 2005                  | 2010                  |
| ------------ | --------------------- | --------------------- | --------------------- |
| Становништво | 45643 (22476 / 23167) | 53368 (27312 / 26056) | 63382 (32161 / 31221) |

### Попис
| \| \| м \| \| \| ж \| \| 0—2 \| 1.723 \| \| \| 1.675 \| \| 3—5 \| 1.857 \| \| \| 1.832 \| \| 6—11 \| 3.901 \| \| \| 3.719 \| \| 12—14 \| 1.834 \| \| \| 1.805 \| \| 15—17 \| 1.983 \| \| \| 1.876 \| \| 18—24 \| 4.235 \| \| \| 4.010 \| \| 60+ \| 2.544 \| \| \| 2.601 \| \| Просек : \| 28,9 \| \| \| 29,1 \| |       |  |  |       |
| |       |  |  |       |
| | м     |  |  | ж     |
| 0—2 | 1.723 |  |  | 1.675 |
| 3—5 | 1.857 |  |  | 1.832 |
| 6—11 | 3.901 |  |  | 3.719 |
| 12—14 | 1.834 |  |  | 1.805 |
| 15—17 | 1.983 |  |  | 1.876 |
| 18—24 | 4.235 |  |  | 4.010 |
| 60+ | 2.544 |  |  | 2.601 |
| Просек : | 28,9  |  |  | 29,1  |

| #   | Индикатор                                                                                        | Вредност |
| --- | ------------------------------------------------------------------------------------------------ | -------- |
| 1   | Становништво од 0 до 2 године                                                                    | 3398     |
| 2   | Мушко становништво од 0 до 2 године                                                              | 1723     |
| 3   | Женско становништво од 0 до 2 године                                                             | 1675     |
| 4   | Становништво са 3 и више година                                                                  | 59249    |
| 5   | Мушко становништво са 3 и више година                                                            | 30071    |
| 6   | Женско становништво са 3 и више година                                                           | 29178    |
| 7   | Становништво са 5 и више година                                                                  | 56810    |
| 8   | Мушко становништво са 5 и више година                                                            | 28854    |
| 9   | Женско становништво са 5 и више година                                                           | 27956    |
| 10  | Становништво са 12 и више година                                                                 | 47940    |
| 11  | Мушко становништво са 12 и више година                                                           | 24313    |
| 12  | Женско становништво са 12 и више година                                                          | 23627    |
| 13  | Становништво са 15 и више година                                                                 | 44301    |
| 14  | Мушко становништво са 15 и више година                                                           | 22479    |
| 15  | Женско становништво са 15 и више година                                                          | 21822    |
| 16  | Становништво са 18 и више година                                                                 | 40442    |
| 17  | Мушко становништво са 18 и више година                                                           | 20496    |
| 18  | Женско становништво са 18 и више година                                                          | 19946    |
| 19  | Становништво од 3 до 5 година                                                                    | 3689     |
| 20  | Мушко становништво од 3 до 5 година                                                              | 1857     |
| 21  | Женско становништво од 3 до 5 година                                                             | 1832     |
| 22  | Становништво од 6 до 11 година                                                                   | 7620     |
| 23  | Мушко становништво од 6 до 11 година                                                             | 3901     |
| 24  | Женско становништво од 6 до 11 година                                                            | 3719     |
| 25  | Становништво од 8 до 14 година                                                                   | 8699     |
| 26  | Мушко становништво од 8 до 14 година                                                             | 4396     |
| 27  | Женско становништво од 8 до 14 година                                                            | 4303     |
| 28  | Становништво од 12 до 14 година                                                                  | 3639     |
| 29  | Мушко становништво од 12 до 14 година                                                            | 1834     |
| 30  | Женско становништво од 12 до 14 година                                                           | 1805     |
| 31  | Становништво од 15 до 17 година                                                                  | 3859     |
| 32  | Мушко становништво од 15 до 17 година                                                            | 1983     |
| 33  | Женско становништво од 15 до 17 година                                                           | 1876     |
| 34  | Становништво од 18 до 24 године                                                                  | 8245     |
| 35  | Мушко становништво од 18 до 24 године                                                            | 4235     |
| 36  | Женско становништво од 18 до 24 године                                                           | 4010     |
| 37  | Женско становништво од 15 до 49 година                                                           | 16803    |
| 38  | Становништво са 60 и више година                                                                 | 5145     |
| 39  | Мушко становништво са 60 и више година                                                           | 2544     |
| 40  | Женско становништво са 60 и више година                                                          | 2601     |
| 41  | Однос између мушкараца и жена                                                                    | 103.01   |
| 42  | Становништво од нуле до 14 година                                                                | 18346    |
| 43  | Становништво од 15 до 64 године                                                                  | 40745    |
| 44  | Становништво од 65 година и више                                                                 | 3556     |
| 45  | Просечан број деце                                                                               | 2.39     |
| 46  | Становништво рођено у ентитету                                                                   | 42435    |
| 47  | Мушко становништво рођено у ентитету                                                             | 21563    |
| 48  | Женско становништво рођено у ентитету                                                            | 20872    |
| 49  | Становништво рођено у другом ентитету                                                            | 19629    |
| 50  | Мушко становништво рођено у другом ентитету                                                      | 9932     |
| 51  | Женско становништво рођено у другом ентитету                                                     | 9697     |
| 52  | Становништво од 5 година и више резидентно у ентитету у јуну 2005. године                        | 51798    |
| 53  | Мушко становништво старосног доба од 5 година и више, резидентно у ентитету у јуну 2005. године  | 26146    |
| 54  | Женско становништво старосног доба од 5 и више година, резидентно у ентитету у јуну 2005. године | 25652    |
| 55  | Становништво од 5 година и више које је живело у другом ентитету у јуну 2005. године             | 3960     |
| 56  | Мушко становништво старије од 5 година које је живело у другом ентитету у јуну 2005. године      | 2032     |
| 57  | Женско становништво старије од 5 година које је живело у другом ентитету у јуну 2005. године     | 1928     |
| 58  | Становништво од 3 године и више које говори аутохтони језик                                      | 945      |
| 59  | Мушко становништво старо 3 године и више које говори аутохтони језик                             | 533      |
| 60  | Женско становништво старо 3 године и више које говори аутохтони језик                            | 412      |
| 61  | Становништво од 3 године и више које говори аутохтони језик и не говори шпански језик            | 3        |
| 62  | Мушко становништво старо 3 године и више које говори аутохтони језик и не говори шпански         | 1        |
| 63  | Женско становништво старо 3 године и више које говори аутохтони језик и не говори шпански језик  | 2        |
| 64  | Становништво старо 3 године и више које говори аутохтони језик и шпански                         | 843      |
| 65  | Мушко становништво старо 3 године и више које говори аутохтони језик и шпански                   | 478      |
| 66  | Женско становништво старо 3 године и више које говори аутохтони језик и шпански                  | 365      |
| 67  | Становништво од 5 година и више које говори аутохтони језик                                      | 937      |
| 68  | Становништво од 5 година и више које говори аутохтони језик и не говори шпански језик            | 3        |
| 69  | Становништво од 5 година и више које говори аутохтони језик и говори шпански језик               | 839      |
| 70  | Становништво у домородачким домаћинствима                                                        | 1906     |
| 71  | Становништво са ограничењима у активностима                                                      | 2594     |
| 72  | Становништво са ограниченим ходањем или кретањем, горе или доле                                  | 1478     |
| 73  | Становници са ограничењима вида, чак и уз кориштење сочива                                       | 649      |
| 74  | Становништво са ограничењима говора, комуникације или конверзације                               | 312      |
| 75  | Становништво са ограниченим слухом                                                               | 321      |
| 76  | Становништво са ограничењима при одевању, купању или јелу                                        | 129      |
| 77  | Становништво са ограничењима у опажању или учењу једноставних ствари                             | 148      |
| 78  | Становништво са менталним ограничењима                                                           | 221      |
| 79  | Становништво без ограничења активности                                                           | 59755    |
| 80  | Становништво од 3 до 5 година које не похађа школу                                               | 2022     |
| 81  | Мушко становништво од 3 до 5 година које не похађа школу                                         | 1012     |
| 82  | Женско становништво од 3 до 5 година које не похађа школу                                        | 1010     |
| 83  | Становништво од 6 до 11 година које не похађа школу                                              | 323      |
| 84  | Мушко становништво од 6 до 11 година које не похађа школу                                        | 189      |
| 85  | Женско становништво од 6 до 11 година које не похађа школу                                       | 134      |
| 86  | Становништво од 12 до 14 година које не похађа школу                                             | 357      |
| 87  | Мушко становништво од 12 до 14 година које не похађа школу                                       | 217      |
| 88  | Женско становништво од 12 до 14 година које не похађа школу                                      | 140      |
| 89  | Становништво од 15 до 17 година похађа школу                                                     | 2348     |
| 90  | Мушко становништво од 15 до 17 година похађа школу                                               | 1151     |
| 91  | Женско становништво између 15 и 17 година живота у школи                                         | 1197     |
| 92  | Становништво од 18 до 24 године похађа школу                                                     | 1759     |
| 93  | Мушко становништво од 18 до 24 године похађа школу                                               | 886      |
| 94  | Женско становништво од 18 до 24 године похађа школу                                              | 873      |
| 95  | Становништво од 8 до 14 година које не може да чита и пише                                       | 309      |
| 96  | Мушко становништво старосног доба од 8 до 14 година које не може да чита и пише                  | 175      |
| 97  | Женско становништво старосног доби од 8 до 14 година које не може да чита и пише                 | 134      |
| 98  | Становништво од 15 година и више које је неписмено                                               | 3225     |
| 99  | Мушко становништво од 15 година и више које је неписмено                                         | 1398     |
| 100 | Женско становништво од 15 година и више које је неписмено                                        | 1827     |
| 101 | Становништво старо 15 и више година без школовања                                                | 3769     |
| 102 | Мушко становништво старо 15 и више година без школовања                                          | 1694     |
| 103 | Женско становништво старо 15 и више година без школовања                                         | 2075     |
| 104 | Становништво старосног доба 15 и више година са непотпуним основним образовањем                  | 5427     |
| 105 | Мушко становништво старосног доба од 15 година и више са непотпуном основним образовањем         | 2803     |
| 106 | Женско становништво старосног доба 15 и више година са непотпуном основним образовањем           | 2624     |
| 107 | Становништво старо 15 и више година са комплетним основним образовањем                           | 7300     |
| 108 | Мушко становништво старо 15 година и више са комплетним основним образовањем                     | 3709     |
| 109 | Женско становништво старо 15 и више година са комплетним основним образовањем                    | 3591     |
| 110 | Становништво старосног доба 15 и више година са непотпуним средњим образовањем                   | 2694     |
| 111 | Мушко становништво старосног доба од 15 година и више са непотпуним средњим образовањем          | 1595     |
| 112 | Женско становништво старосног доба од 15 година и више са непотпуним средњим образовањем         | 1099     |
| 113 | Становништво старо 15 и више година са пуним секундарном образовањем                             | 12243    |
| 114 | Мушко становништво старосног доба од 15 година и више са пуним секундарном образовањем           | 6375     |
| 115 | Женско становништво старосног доба од 15 година и више са пуним секундарном образовањем          | 5868     |
| 116 | Становништво старије од 18 година са постосновним образовањем                                    | 11686    |
| 117 | Мушко становништво старије од 18 година са постосновним образовањем                              | 5799     |
| 118 | Женско становништво старије од 18 година са постосновним образовањем                             | 5887     |
| 119 | Просечна оцена школовања                                                                         | 8.02     |
| 120 | Просечан ниво образовања мушке популације                                                        | 8.06     |
| 121 | Просечан ниво образовања женског становништва                                                    | 7.98     |
| 122 | Економски активно становништво                                                                   | 27383    |
| 123 | Економски активна мушка популација                                                               | 18902    |
| 124 | Економски активна женска популација                                                              | 8481     |
| 125 | Становништво које није економски активно                                                         | 20354    |
| 126 | Мушко становништво које није економски активно                                                   | 5282     |
| 127 | Женско становништво које није економски активно                                                  | 15072    |
| 128 | Запослено становништво                                                                           | 26193    |
| 129 | Запослено мушко становништво                                                                     | 17928    |
| 130 | Запослено женско становништво                                                                    | 8265     |
| 131 | Незапослена популација                                                                           | 1190     |
| 132 | Незапослена мушка популација                                                                     | 974      |
| 133 | Незапослена женска популација                                                                    | 216      |
| 134 | Становништво без права на здравствене услуге                                                     | 24170    |
| 135 | Становништво које има право на здравствене услуге                                                | 38397    |
| 136 | Становништво које има право на ИМСС                                                              | 14409    |
| 137 | Становништво које има право на социјално осигурање                                               | 3023     |
| 138 | Становништво које има право на државно социјално осигурање                                       | 126      |
| 139 | Становништво које има право на опште осигурање или здравствено осигурање за нову генерацију      | 18581    |
| 140 | Становништво које је било једном или није било у браку током 12 година и више                    | 15709    |
| 141 | Венчано или уједињено становништво од 12 година и више                                           | 27019    |
| 142 | Становништво које је било у браку или уједињено 12 година и више                                 | 5145     |
| 143 | Становништво са католичком религијом                                                             | 49042    |
| 144 | Протестанти, еванђелисти и библијски следбеници различити од еванђелиста                         | 8359     |
| 145 | Становништво са другим религијама различитим од претходних                                       | 102      |
| 146 | Становништво без религије                                                                        | 4532     |
| 147 | Укупно пописаних домаћинства                                                                     | 15125    |
| 148 | Пописна домаћинства на челу са мушкарцима                                                        | 11267    |
| 149 | Пописна домаћинства на челу са женама                                                            | 3858     |
| 150 | Становништво у пописним домаћинствима                                                            | 59998    |
| 151 | Становништво у пописним домаћинствима на челу са мушкарцима                                      | 46249    |
| 152 | Становништво у пописним домаћинствима на челу са женама                                          | 13749    |
| 153 | Укупно домаћинстава                                                                              | 28691    |
| 154 | Укупно насељених домаћинстава                                                                    | 15372    |
| 155 | Укупно приватних кућа                                                                            | 28444    |
| 156 | Насељени приватни домови                                                                         | 15125    |
| 157 | Укупно насељених приватних кућа                                                                  | 15365    |
| 158 | Ненасељене приватне куће                                                                         | 5492     |
| 159 | Појединачна домаћинства за привремену употребу                                                   | 7827     |
| 160 | Становници у насељеним приватним кућама                                                          | 59998    |
| 161 | Насељеност станара у приватним становима                                                         | 3.97     |
| 162 | Просечно становника по соби у приватним насељеним домаћинствима                                  | 1.2      |
| 163 | Појединачна домаћинства са подовима од различитих материјала од земље                            | 13335    |
| 164 | Појединачна домаћинства у приземљу                                                               | 1695     |
| 165 | Појединачна домаћинства са једном спаваћом собом                                                 | 5893     |
| 166 | Појединачна домаћинства са две спаваће собе и више                                               | 9148     |
| 167 | Појединачна домаћинства са једним собом                                                          | 1608     |
| 168 | Појединачна домаћинства са две собе                                                              | 3041     |
| 169 | Појединачна домаћинства са 3 собе и више                                                         | 10378    |
| 170 | Појединачна домаћинства која имају електрично светло                                             | 14772    |
| 171 | Појединачна домаћинства која немају електрично светло                                            | 271      |
| 172 | Појединачна домаћинства која имају водоводну воду у стамбеном простору                           | 13016    |
| 173 | Појединачна домаћинства која немају водоводну воду у стамбеном простору                          | 2012     |
| 174 | Појединачна домаћинства која имају тоалет                                                        | 14507    |
| 175 | Појединачна домаћинства која имају канализацију                                                  | 14357    |
| 176 | Појединачна домаћинства која немају канализацију                                                 | 642      |
| 177 | Појединачна домаћинства која имају електрично светло, довод воде из јавне мреже и канализацију   | 12646    |
| 178 | Појединачна домаћинства без икаквих услова                                                       | 238      |
| 179 | Појединачна домаћинства која имају радио                                                         | 11925    |
| 180 | Појединачна домаћинства која имају телевизор                                                     | 14246    |
| 181 | Појединачна домаћинства која имају фрижидер                                                      | 12982    |
| 182 | Појединачна домаћинства која имају машину за веш                                                 | 8031     |
| 183 | Појединачна домаћинства која имају аутомобил или комби                                           | 5653     |
| 184 | Појединачна домаћинства која имају рачунар                                                       | 3285     |
| 185 | Појединачна домаћинства која имају фиксну телефонску линију                                      | 6932     |
| 186 | Појединачна домаћинства која имају мобилни телефон                                               | 9525     |
| 187 | Појединачна домаћинства која имају приступ интернету                                             | 2362     |